# Port LaBelle
Port LaBelle est une census-designated place des comtés de Glades et de Hendry, dans l'État de Floride, aux États-Unis. En 2020, elle compte une population de 5 450 habitants.